# 72 Феронія
72 Феронія — астероїд головного поясу, відкритий 29 травня 1861 року.